# Caravaggio (feuilleton télévisé)
Pour les articles homonymes, voir Caravaggio.
Pour plus de détails, voir Fiche technique et Distribution.
Caravaggio est un feuilleton télévisé italien réalisé par Silverio Blasi pour la Rai, diffusé entre le 15 et le 29 octobre 1967 sur Rai 1.

## Synopsis
Il s'agit d'une biographie scénarisée de la vie du peintre italien Michelangelo Merisi da Caravaggio, dit Le Caravage.

## Fiche technique
- Titre : Caravaggio
- Genre : biographie, historique
- Réalisation : Silverio Blasi
- Scénario : Andrea Barbato, Ivo Perilli, Silverio Blasi
- Musique : Bruno Nicolai
- Décors : Misha Scandella
- Costumes : Veniero Colasanti
- Durée : 207 minutes (3 épisodes de 69 minutes)
- Format d'image : 4:3, noir et blanc
- Pays de production :  Italie
- Langue originale : italien
- Production : Rai
- Chaine de diffusion : Rai 1
- Première diffusion : 15-29 octobre 1967[1],[2],[3]

## Distribution
- Gian Maria Volonté : Le Caravage
- Carla Gravina : Tullia
- Renzo Palmer : Prosperino
- Glauco Onorato : Onorio Longo
- Carlo Hintermann : cardinale Del Monte
- Andrea Lala : Filippo
- Manlio Guardabassi : Cavalier d'Arpino
- Mariolina Bovo : Caterina
- Luigi Montini : Lionello Spada
- Riccardo Cucciolla : narrateur

Premier épisode
- Piero leri : un homme de main
- Erminio Spalla : le prieur de l'hôpital
- Consalvo Dell'Arti : médecin
- Raffaella Minghetti : une sœur de l'hôpital
- Ezio Rossi : cuisinier de l'hôpital
- Franco Passatore : Andrea Zenari
- Renato Romano : hôte de l'hôtel du Moro
- Franco Odoardi : Giovanni Baglione
- Mimmo Craig : Mao Salini
- Piera Vidale : bohémienne
- Giulio Girola : Valentin
- Aldo Massasso : marquis Giustiniani
- Claudio Sora : Orazio
- Claudia Ricatti : une dame
- Remo Foligno : un gentilhomme
- Maria Teresa Lauri : une dame
- Daniele Tedeschi : le prieur de San Luigi
- Gastone Bartolucci : monseigneur Pucci
- Loris Zanchi : un archiprêtre
- Gianni Simonetti : un archiprêtre

Deuxième épisode
- Franco Buceri : Orazio
- Patrizia Valturri : Lena
- Claudio Sora : Bartolomeo
- Giancarlo Maestri : Ranuccio Tomassoni
- Andrea Angioni : sergent
- Giuseppe Fortis : Battista
- Giulio Girola : Valentin
- Mimmo Craig : Mao Salini
- Daniele Tedeschi : le prieur de San Luigi
- Loris Zanchi : un prélat
- Franco Odoardi : Giovanni Baglione
- Tino Bianchi : juge
- Francesco Sormano : chancelier
- Giuseppe Scarcella : un geôlier
- Renato Romano : hôte de l'hôtel du Moro
- Edda Albertini : femme du peuple
- Manlio Busoni : notaire Pasqualone
- Adolfo Belletti : mendiant
- Ester Carloni : mendiante
- Mario Luciani : notaire
- Dino Curcio : secrétaire de Pasqualone
- Cristina Mascitelli : Prudenza
- Elisa Mainardi : une femme
- Pia Morra : une femme
- Giorgio Bonora : cardinal Borghese

Troisième épisode
- Carlo d'Angelo : Paul V
- Giorgio Bonora : cardinal Borghese
- Carlo Ninchi : Messer Zambeccari
- Aldo Scala : soldat espagnol
- Vittorio Sagni : garçon à l'hôtel
- Mario Righetti : client de l'hôtel
- Michele Riccardini : hôtelier
- Roldano Lupi : Alof de Wignacourt
- Franco Graziosi : Gerolamo Varays
- Evar Maran : un gardien
- Luigi Gatti (it) : un client de l'hôtel
- Renato Mori : un sicaire
- Alessandro Quasimodo : un sicaire
- Gianni Marera : un sicaire
- Alvaro Piccardi : cardinal Gonzague
- Gino Donato : un dignitaire de la cour pontificale
- Ugo Cardea : matelot
- Lucio Rosato : matelot
- Tony Di Mitri : sergent
- Giancarlo Fantini : capitaine